# Joachim Lafosse

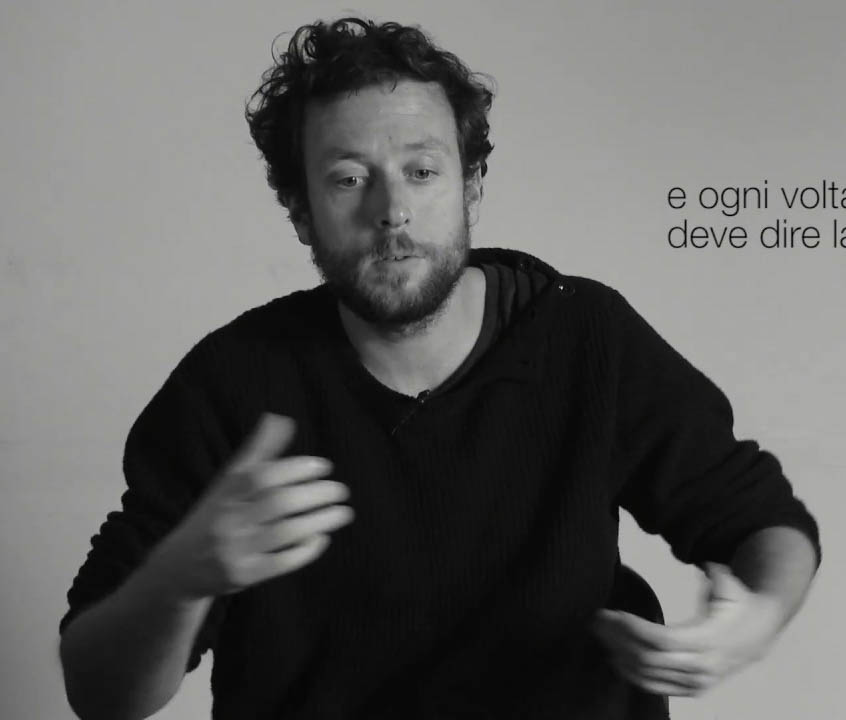
Joachim Lafosse, 2017

Joachim Lafosse (* 13. Januar 1975 in Uccle, Belgien) ist ein belgischer Filmregisseur und Drehbuchautor. Lafosse schreibt für seine Filme auch die Drehbücher, bzw. war maßgeblich an deren Entwicklung beteiligt. Seit 2010 hat er in allen Filmen mit dem belgischen Kameramann Jean-François Hensgens zusammengearbeitet. Er hat bisher 12 Filmpreise gewonnen und wurde für 34 weitere nominiert (Stand 2023).

## Leben und Werk
Lafosse studierte von 1997 bis 2001 am Institut des Arts de Diffusion (IDA) in Louvain-La-Neuve. Tribu, ein Kurzfilm von 28 Minuten, den er für sein Examen gedreht hatte, wurde auf einer Reihe von Kurzfilmfestivals gezeigt und am Festival International du Film Francophone in Namur (FIFF) sowie am Festival du Film de Vendôme mit ersten Preisen ausgezeichnet.
Sein erster Spielfilm Folie privée lief 2003 im Wettbewerb des Locarno Film Festivals und gewann 2004 den FIPRESCI-Preis des Bratislava International Film Festival. Seine beiden nächsten Spielfilme von 2006, Ça rend heureux und Privatbesitz mit Isabelle Huppert in der Hauptrolle, waren in Locarno bzw. in Venedig für den Hauptpreis nominiert. Sein nächster Film, Privatunterricht (Elève libre), wurde 2008 in Cannes während der Quinzaine des Réalisateurs vorgestellt und anschließend auf den Festivals in São Paulo, Rotterdam und in Locarno gezeigt. 2012 lief in Cannes sein Film À perdre la raison in der Sektion Un certain regard, er erhielt u. a. 4 Magrittes bei 7 Nominierungen und 2013 den International Cinephile Society Award. 2015 hatte sein Film Les Chevaliers blancs in Toronto Premiere. Für diesen Film wurde Lafosse im selben Jahr in San Sebastián mit dem Preis als bester Regisseur ausgezeichnet. 2016 lief sein Film Ökonomie der Liebe (Oeconomie du couple) in Toronto, wurde in der Folge mit 12 Filmpreisen ausgezeichnet und erhielt 15 weitere Nominierungen. Mit Die Ruhelosen wurde er zum ersten Mal in den Wettbewerb um die Goldene Palme eingeladen, blieb aber ohne Auszeichnung. Für seinen jüngsten Film Un silence mit Daniel Auteuil und Emmanuelle Devos in den Hauptrollen, der 2023 in San Sebastián uraufgeführt wurde, erhielt er im selben Jahr beim 18. Rome Film Fest den Preis als bester Regisseur.

## Filmografie
- 2000: Égoïste nature; Kurzfilm[4]
- 2001: Tribu, Kurzfilm
- 2001: Scarface, Kurzfilm[5]
- 2004: Folie Privée
- 2006: Ça rend heureux
- 2006: Privatbesitz (Propriété privée)
- 2008: Cours particuliers
- 2010: Avant les mots, Kurzfilm[6]
- 2012: À perdre la raison
- 2015: Les chevaliers blancs (2015)
- 2016: Économie du couple
- 2018: Continuer
- 2021: Die Ruhelosen (Les intranquilles)
- 2023: Un silence

## Interviews
- Cédric Succivalli: San Sebastian 2023, Interview: Joachim Lafosse (A Silence) ICS, 26. September 2023
- Marta Balaga: Joachim Lafosse Speaks Out About Abuse in ‘A Silence,’ and So Should You: ‘I Also Refused to See Myself as a Victim’ Variety, 27. März 2023
- Joachim Lafosse: „A film director needs his cast and crew to be a part of the world he creates“ Film Talk, 17. April 2023
- Intervista a Joachim Lafosse Anlässlich des Films L’économie du couple am Torino Film Festival, YouTube.